# Zwijndrecht (Bélgica)
Zwijndrecht é um município da Bélgica localizado no distrito de Antuérpia, província de Antuérpia, região da Flandres.

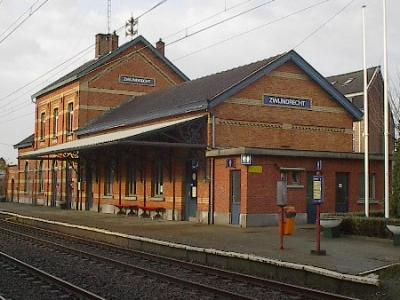
Estação de trem